# Kathedraal van Brasilia
De Kathedraal van Brasilia (Portugees: Catedral Metropolitana de Nossa Senhora Aparecida) is een rooms-katholieke kerk in Brasilia, ontworpen door de Braziliaanse architect Oscar Niemeyer.
De kathedraal werd op 31 mei 1970 ingewijd. Ze is toegewijd aan Maria Aparecida, de patroonheilige van Brazilië. Het vereerde beeld van Maria Aparecida bevindt zich in de Basiliek Onze-Lieve-Vrouw van Aparecida.

## Architectuur
Het gebouw heeft een hyperboloïde vorm en bestaat uit 16 betonnen pilaren waartussen glas is aangebracht.
In de vorm is de doornenkroon te herkennen; het bouwwerk kan ook geïnterpreteerd worden als handen die zich richting hemel uitstrekken.
Voor het gebouw staan beelden van de vier evangelisten en aan het plafond hangen drie engelen.

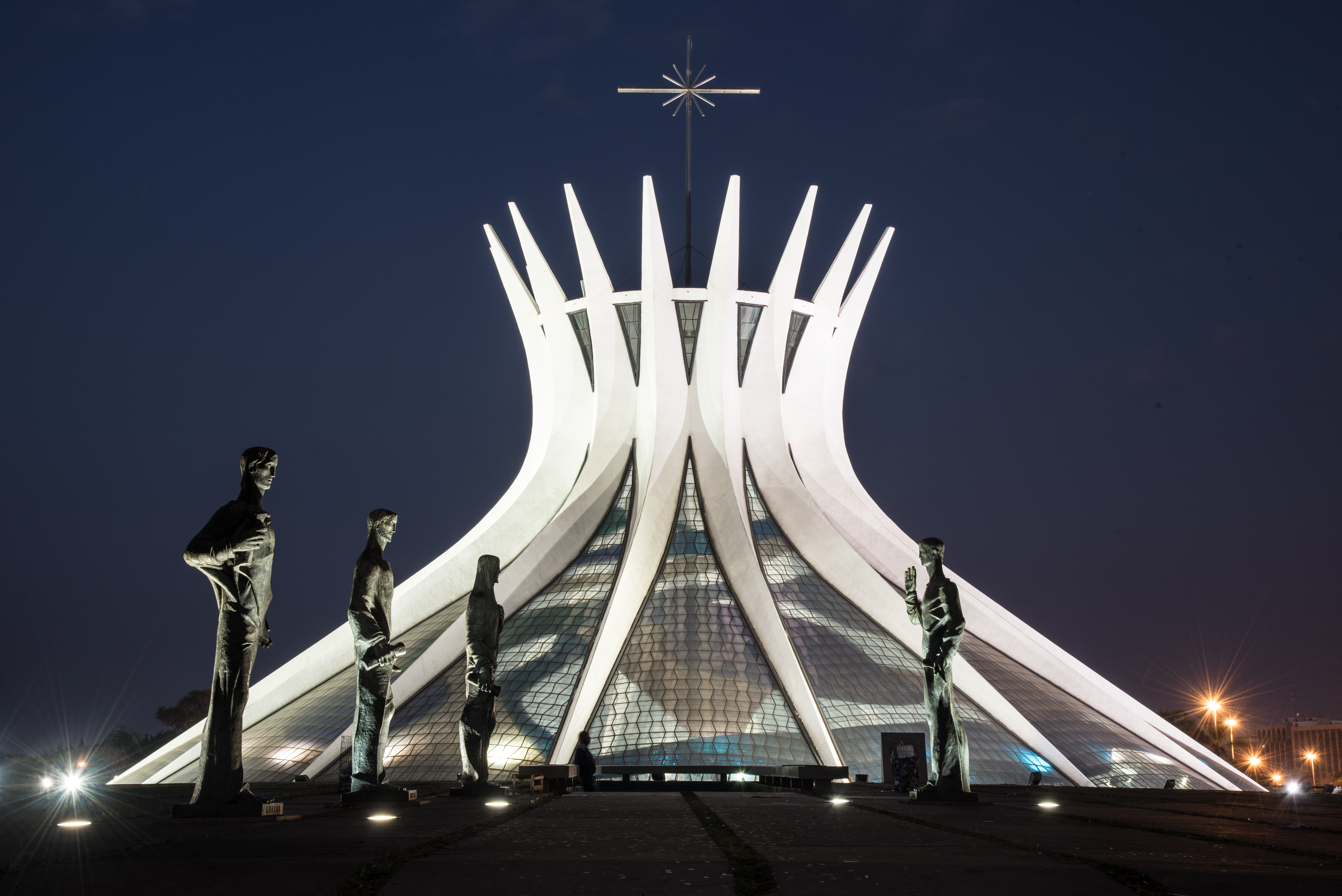
De kathedraal bij nacht
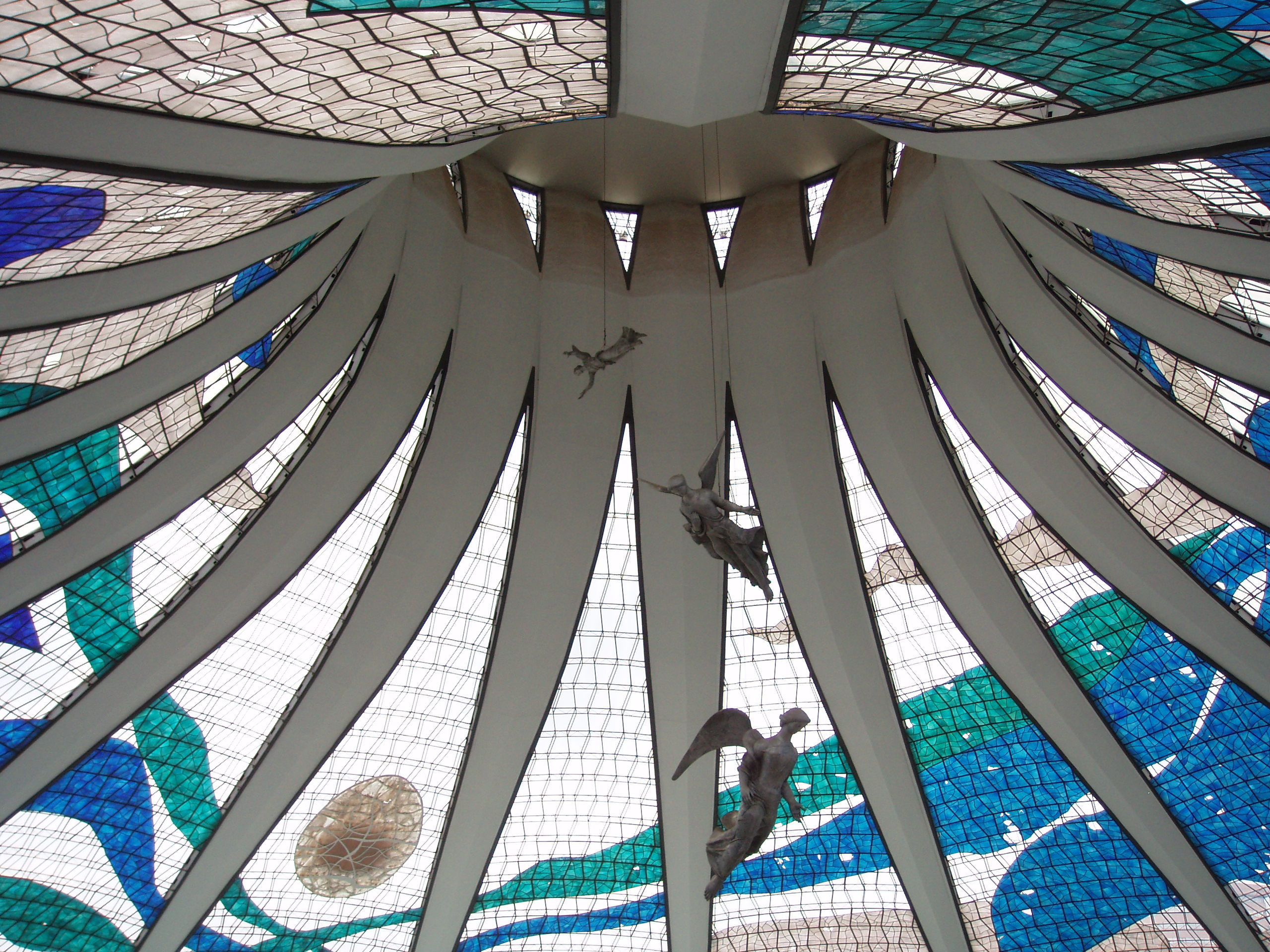
Het plafond van de kathedraal